# (10358) Kirchhoff
Pour les articles homonymes, voir Kirchhoff.
(10358) Kirchhoff est un astéroïde de la ceinture principale.

## Description
(10358) Kirchhoff est un astéroïde de la ceinture principale. Il fut découvert le 9 octobre 1993 à La Silla par Eric Walter Elst. Il présente une orbite caractérisée par un demi-grand axe de 2,39 UA, une excentricité de 0,18 et une inclinaison de 2,7° par rapport à l'écliptique.

## Compléments